# OzJet
Ozjet Airlines war eine Linien- und Charterfluggesellschaft beheimatet auf dem Flughafen Tullamarine der australischen Metropole Melbourne. Die 2005 gegründete Firma wurde 2009 durch Strategic Airlines übernommen und weitestgehend in diese integriert. Mit dem Bankrott von Strategic im Februar 2012 endete auch die Existenz von OzJet.

## Geschichte
Die Airline wurde von Paul Stoddart und Partnern als eine Linienfluggesellschaft für den australischen Raum gegründet und nahm Ende 2005 den Betrieb mit der Linie Sydney – Melbourne auf. Die Gesellschaft erreichte jedoch nicht die erforderliche Auslastung und musste deshalb schon im März 2006 vorläufig den Linienbetrieb einstellen.
Im Mai 2006 übernahm OzJet die Linienverbindung der Air Nauru zwischen Brisbane bzw. Sydney und der Norfolkinsel. Seitdem betrieb OzJet eine Boeing 737-200 in den Farben der Norfolk Air. Daneben bediente die Airline die Linie Perth – Derby und führte Charterflüge durch.
In Europa wurde der Name OzJet vor allem durch das Sponsoring von Stoddarts Formel-1-Team Minardi bekannt. Seit 2007 war die Airline auch Sponsor des Minardi-USA-Teams in der amerikanischen Champcar-Rennserie.
2008 wurde OzJet an HeavyLift Cargo Airlines verkauft. Im Jahr 2009 wurde OzJet durch Strategic Airlines übernommen und in diese integriert. Bis 2011 wurden noch Flüge unter OzJet Codes durchgeführt. Am 17. Februar 2012 wurde Strategic Airlines, das seit November 2011 in der Hauptsache unter dem Namen Air Australia als Billiglinienflieger operierte in Insolvenzverwaltung genommen.

## Flotte
Die Flotte der OzJet bestand im August 2007 aus vier über 30 Jahre alten Flugzeugen:
- 4 Boeing 737-200